# Підводні човни типу «Оріон»
| Підводні човни типу «Оріон»                                        | Підводні човни типу «Оріон»                                                            | Підводні човни типу «Оріон»                                                            |
| ------------------------------------------------------------------ | -------------------------------------------------------------------------------------- | -------------------------------------------------------------------------------------- |
| Classe Orion (sous-marin)                                          |                                                                                        |                                                                                        |
|                                                                    |                                                                                        |                                                                                        |
|                                                                    |                                                                                        |                                                                                        |
| Верф                                                               | Ateliers et chantiers de la Loire, Нант, Ateliers et chantiers de la Loire, Сен-Назері | Ateliers et chantiers de la Loire, Нант, Ateliers et chantiers de la Loire, Сен-Назері |
| Під прапором                                                       | Франція · Режим Віші                                                                   | Франція · Режим Віші                                                                   |
| Належність                                                         | Військово-морські сили Франції · Режим Віші                                            | Військово-морські сили Франції · Режим Віші                                            |
| Замовлення                                                         | 2                                                                                      | 2                                                                                      |
| Закладений                                                         | 2                                                                                      | 2                                                                                      |
| Спуск на воду                                                      | 2                                                                                      | 2                                                                                      |
| Введений до складу флоту                                           | 2                                                                                      | 2                                                                                      |
| Виведений зі складу флоту                                          | 2                                                                                      | 2                                                                                      |
| На службі                                                          | 1928 —1942                                                                             | 1928 —1942                                                                             |
| Сучасний статус                                                    | обидва списані на брухт                                                                | обидва списані на брухт                                                                |
| Бойовий досвід                                                     | Друга світова війна                                                                    | Друга світова війна                                                                    |
| Проєкт                                                             |                                                                                        |                                                                                        |
| Тип ПЧ                                                             | прибережні дизель-електричні підводні човни                                            | прибережні дизель-електричні підводні човни                                            |
| Попередній проєкт                                                  | типу «Сірсе»                                                                           | типу «Сірсе»                                                                           |
| Наступний проєкт                                                   | типу «Діан»                                                                            | типу «Діан»                                                                            |
| Основні характеристики                                             |                                                                                        |                                                                                        |
| Швидкість (надводна)                                               | 14 вузлів (26 км/год)                                                                  | 14 вузлів (26 км/год)                                                                  |
| Швидкість (підводна)                                               | 9 вузлів (16,7 км/год)                                                                 | 9 вузлів (16,7 км/год)                                                                 |
| Робоча глибина занурення                                           | 80 м                                                                                   | 80 м                                                                                   |
| Екіпаж                                                             | 41 офіцер та матрос                                                                    | 41 офіцер та матрос                                                                    |
| Розміри                                                            |                                                                                        |                                                                                        |
| Довжина найбільша (по КВЛ)                                         | 64,4 м                                                                                 | 64,4 м                                                                                 |
| Ширина корпусу найб.                                               | 5,18 м                                                                                 | 5,18 м                                                                                 |
| Середня осадка (по КВЛ)                                            | 3,9 м                                                                                  | 3,9 м                                                                                  |
| Водотоннажність надводна                                           | 656 тонн                                                                               | 656 тонн                                                                               |
| Водотоннажність підводна                                           | 822 тонни                                                                              | 822 тонни                                                                              |
| Силова установка                                                   |                                                                                        |                                                                                        |
| Дизель-електрична: 2 × дизельних двигуни Sulzer 2 × електродвигуни |                                                                                        |                                                                                        |
| Гвинти                                                             | 2                                                                                      | 2                                                                                      |
| Потужність                                                         | 2 × 600 к.с. (дизелі) 2 × 500 к. с. (електродвигуни)                                   | 2 × 600 к.с. (дизелі) 2 × 500 к. с. (електродвигуни)                                   |
| Озброєння                                                          |                                                                                        |                                                                                        |
| Артилерія                                                          | 1 × 76-мм гармата                                                                      | 1 × 76-мм гармата                                                                      |
| Торпедно- мінне озброєння                                          | 6 × 550-мм торпедних апаратів 2 × 400-мм торпедні апарати 9 торпед                     | 6 × 550-мм торпедних апаратів 2 × 400-мм торпедні апарати 9 торпед                     |
| ППО                                                                | 1 × 13,2-мм зенітний кулемет M1929                                                     | 1 × 13,2-мм зенітний кулемет M1929                                                     |

Підводні човни типу «Оріон» (фр. Classe Orion (sous-marin) — тип французьких прибережних підводних човнів 600 серії, побудованих французькими суднобудівельними компаніями з 1929 по 1932 рік. Загалом побудовано 2 підводних човнів цього типу.

## Список підводних човнів «Оріон»
Два підводні човни типу «Оріон» будувалися компаніями Ateliers et chantiers de la Loire у Нанті та Ateliers et chantiers de la Loire у Сен-Назері між 1929 до 1932 роками.
| Човен   | Закладка       | Спущений       | Введений до строю | Виведений | Прим.                                    |
| ------- | -------------- | -------------- | ----------------- | --------- | ---------------------------------------- |
| «Оріон» | 9 липня 1929   | 21 квітня 1931 | 5 липня 1932      | 1946      | 26 березня 1946 року списаний на брухт   |
| «Ондін» | 30 серпня 1929 | 4 травня 1931  | 5 липня 1932      | 1946      | 26 березня 1946 року розібраний на брухт |